# Hoplopleura chrysocomi
Hoplopleura chrysocomi är en insektsart som beskrevs av Christopher J. Durden 1990. Hoplopleura chrysocomi ingår i släktet Hoplopleura och familjen gnagarlöss. Inga underarter finns listade i Catalogue of Life.